# 梅克伦堡-前波莫瑞
梅克伦堡-前波莫瑞是德国东北部的一个。它是由原梅克伦堡约三分之二的区域以及西波美拉尼亚，还有普里格尼茨的一小部分地区和北部的乌克马克组成。

## 地理

### 位置
梅克伦堡-前波莫瑞的南部是勃兰登堡州，北部靠波罗的海，西部临石勒苏益格-荷尔斯泰因州，西南面是下萨克森州，东边是波兰。

### 岛屿
该地有很长的海岸线和一些岛屿。其中包括珀尔岛、希登塞岛、吕根岛和乌瑟多姆半岛。吕根岛是德国最大的岛屿，岛上有著名的白垩岩，也是本州最出名的旅游区。

### 湖泊
本州湖泊众多，共有大小湖泊一千多个。被喻为千湖之州。

### 城市
当地虽然没有大城市，却有很多小城市。其中重要的城市包括3个汉萨同盟城市——罗斯托克、施特拉尔松德和维斯马，以及首府什未林。

## 行政区划
2个城市县：
- 什未林（面积130.46km²）
- 罗斯托克（面积181.44km²）

4个乡村县：

梅克伦堡和波美拉尼亚

- 西北梅克伦堡县（面积2,117km²），首府维斯马
- 路德维希斯卢斯特-帕尔希姆县（面积4,750km²），首府帕尔希姆
- 罗斯托克县（面积3,421km²），首府居斯特罗
- 梅克伦堡湖区县（面积5,468km²），首府新勃兰登堡
- 波美拉尼亚-吕根县（面积3,188km²），首府施特拉尔松德
- 波美拉尼亚-格赖夫斯瓦尔德县（面积3,927km²），首府格赖夫斯瓦尔德

## 经济

### 工业
梅克伦堡-前波莫瑞州在德国失业率较高，经济实力相对较弱，显著落后于西部诸州，在中國大陸地區網上有时被戏称为“没钱州”（梅前州諧音），但近年来经济有所起色。
2016年1月，该州失业率达到11.5%，远高于德国全国平均水平5.0%，是全德各州中最高的失业率。工业主要依靠渔业、造船、海运和港口。食品产业和造船业是其重要支柱。生物产业和旅游业的重要性也日渐提升。州政府着重发展州内食品、海运、医疗、农业、生命科学、环境科学以及信息技术。爱达邮轮、德国铁路和赫里奧斯醫院等企业的分公司是州内最大的公司。

### 旅游业

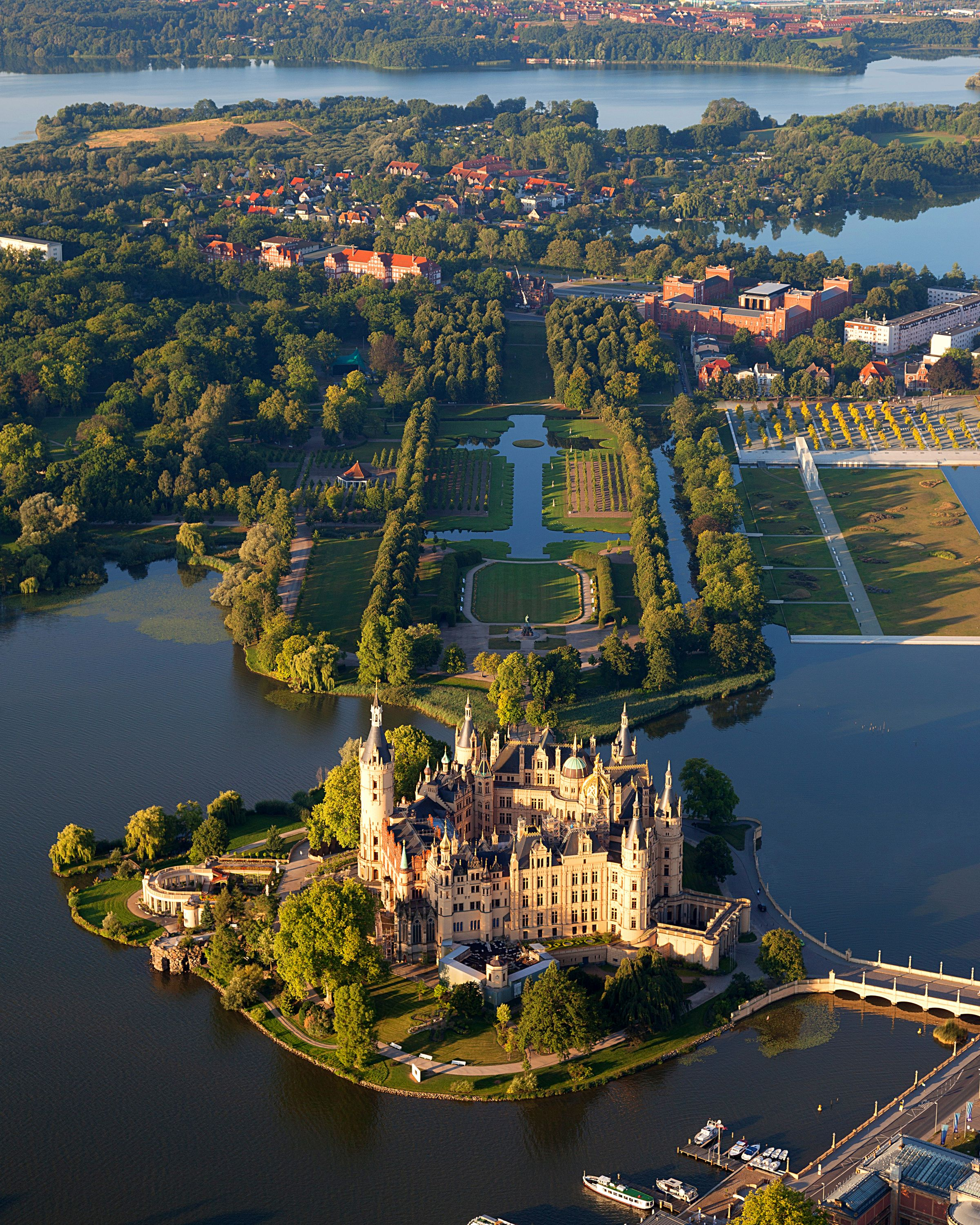
什未林城堡

该州北傍波罗的海，湖泊众多，漫长的海岸线使梅克伦堡-前波莫瑞拥有很多美丽的沙滩，多个古老的汉萨城市，自然保护区，再加上美丽的吕根岛和著名的白垩岩，以及什未林的湖心宫殿使其成为德国重要的旅游风景区之一。

### 教育
两个非常古老的大学罗斯托克大学（建于1419年）和格赖夫斯瓦尔德大学（Ernst-Moritz-Arndt-Universität Greifswald，建于1456年）对整个州的经济发展也起到了很重要的影响作用。